# 하늘소
하늘소는 하늘소과의 곤충이다. 온몸이 황갈색 잔털로 덮였으며, 잔털이 빠지면 흑갈색을 띤다. 수컷은 암컷에 비해 더듬이가 훨씬 길다. 애벌레는 밤나무 속을 파먹고 자란다.